# Jim Parrott
Pour les articles homonymes, voir Parrott.
James Charles William Parrott, né le 15 septembre 1942 et mort le 4 octobre 2016, est un cardiologue et un homme politique canadien. Il représente la circonscription de Fundy-River Valley à l'Assemblée législative du Nouveau-Brunswick depuis l'élection générale du 27 septembre 2010.

## Biographie
Il a fait ses études de médecine à l'Université du Manitoba et suivi une spécialisation en chirurgie cardiaque à la faculté de médecine de l'Université Stanford en Californie. Arrivé à Saint-Jean en 1990, il fonde le Centre cardiaque de l'hôpital régional de Saint-Jean, qu'il dirige jusqu'à sa retraite, en 2007. Depuis, il pratique la médecine à temps partiel au service des soins intensifs de l'hôpital régional. Il est propriétaire d’une ferme de 150 acres, où il pratique l'élevage des quarter-horses et des chiens de troupeau australiens. Une partie de sa ferme a été transformée en vignoble.
Il est également impliqué au sein de Boxe Canada, à titre de médecin bénévole lors de compétitions.
Le 20 septembre 2012, il est expulsé du caucus progressiste-conservateur par le premier ministre David Alward à la suite de ses propos tenus sur le programme de santé et le bilinguisme officiel.
Le 30 avril 2014, il annonce qu'il joint de nouveau son parti.